# Memecylon lanceolatum
Memecylon lanceolatum är en tvåhjärtbladig växtart som beskrevs av Francisco Manuel Blanco. Memecylon lanceolatum ingår i släktet Memecylon och familjen Melastomataceae. Inga underarter finns listade i Catalogue of Life.